# Chromatonotus quarequae
Chromatonotus quarequae är en kackerlacksart som beskrevs av Morgan Hebard 1933. Chromatonotus quarequae ingår i släktet Chromatonotus och familjen småkackerlackor.
Artens utbredningsområde är Panama. Inga underarter finns listade i Catalogue of Life.